# Marcetelli
Marcetelli là một đô thị ở tỉnh Rieti trong vùng Latium, có khoảng cách khoảng 60 km về phía đông bắc của Roma và cách khoảng 25 km southvề phía đông của Rieti. Tại thời điểm ngày 31 tháng 12 năm 2004, đô thị này có dân số 126 người và diện tích là 11,1 km².
Marcetelli giáp các đô thị: Ascrea, Collalto Sabino, Collegiove, Paganico Sabino, Pescorocchiano, Varco Sabino.